# Brumptomyia cunhai
Brumptomyia cunhai är en tvåvingeart som först beskrevs av Mangabeira Fo O. 1942.  Brumptomyia cunhai ingår i släktet Brumptomyia och familjen fjärilsmyggor. Inga underarter finns listade i Catalogue of Life.